# Nijni Novgorod
Nijni Novgorod (em russo:  Нижний Новгород), encurtada de maneira coloquial para Nijni, é uma cidade na Rússia e o centro administrativo (capital) do Distrito Federal do Volga e Oblast de Nijni Novgorod. Do século 13 ao 17, a cidade foi chamada Novgorod das Terras Baixas. De 1932 a 1990, era conhecida como Gorky (Горький), em homenagem ao escritor Máximo Gorki, que nasceu lá. A cidade é um importante centro económico, de transporte, científico, educacional e cultural na Rússia e na vasta Região Econômica Volgo-Viatski, e é o principal centro do turismo fluvial na Rússia. Na parte histórica da cidade há um grande número de universidades, teatros, museus e igrejas. Nijni Novgorod está localizado a cerca de 400 km a leste de Moscou, onde o rio Oca deságua no Volga. Sua população em 2010 foi de 1.250.619, um decréscimo em relação aos dois censos anteriores, 1.311.252 (Censo de 2002) e 1,438,133 (Censo 1989).
A cidade foi fundada em 4 de fevereiro de 1221 pelo príncipe Jorge II de Vladimir. Em 1612, Kuzma Minin e o príncipe Dmitri Pojarski organizaram um exército para a libertação de Moscou dos poloneses. Em 1817, Nijni Novgorod tornou-se um grande centro comercial do Império Russo. Em 1896, em uma feira, foi organizada uma Exposição Toda-Rússia. Durante o período soviético, a cidade se transformou em um importante centro industrial. Em particular, a fábrica de automóveis Gorky foi construída neste período. Em seguida, a cidade recebeu o apelido de "Detroit russa". Durante a Segunda Guerra Mundial, Gorky se tornou o maior fornecedor de equipamentos militares para a Frente Oriental. Devido a isso, a Luftwaffe constantemente bombardeou a cidade do ar. A maioria das bombas alemãs cairam na área da fábrica de automóveis Gorky. Embora quase todos os locais de produção da usina tenham sido completamente destruídos, os cidadãos de Gorky reconstruíram a fábrica após 100 dias.
Após a guerra, Gorky se tornou uma "cidade fechada" e permaneceu assim até a dissolução da União Soviética, em 1990. Naquela época, a cidade foi renomeada Nijni Novgorod novamente. Em 1985, o metro foi aberto. O Kremlin - o principal centro da cidade - contém as principais agências governamentais da cidade e do Distrito Federal do Volga.

## História
Nijni Novgorod foi fundada pelo príncipe Yuri II de Vladimir em 4 de fevereiro de 1221.
Em 1341, após a morte de Ivan Kalita, Khan Usbeque dividiu os principais territórios do nordeste da Rússia. Parte da terra, que incluía Níjni Novgorod, Gorodets e Unzha, tornou-se propriedade do Príncipe Suzdal Konstantin. Um principado independente de Nijni Novgorod-Suzdal foi formado, que ocupou um vasto território.
No ano de 1377, a Horda Dourada atacou Nijni Novgorod. Na batalha no rio Pyana, o exército russo sofreu uma severa derrota do príncipe Horda Arapsha. Demétrio de Susdália, que permaneceu sem tropas, fugiu para Suzdal. O exército de Nijni Novgorod fugiu para a vizinha Gorodets. Em 5 de agosto de 1377, o exército da Horda conquistou Nijni Novgorod. A cidade foi queimada. Um ano depois, em 24 de julho de 1378, a cidade foi reconquistada.
Em 1392, Basílio I de Moscou recebeu um jarlig do Principado de Nijni Novgorod-Suzdal e conquistou Nijni Novgorod. A adesão final do principado às possessões de Moscou ocorreu no final da década de 1440.
Após a ocupação moscovita pelos polacas em 1611, os cidadãos organizaram um exército para libertar Moscou, liderados por Kuzma Minin e o príncipe Dmitry Pozharsky. Durante o Império Russo, em 1817, Nijni Novgorod se tornou a principal cidade comercial do país. Em 1896, a cidade sediou a maior exposição All-Rússia. Na era soviética, Nijni Novgorod foi renomeada Gorki, em homenagem ao escritor Máximo Gorki. Então era o centro industrial da União Soviética. Durante a Segunda Guerra Mundial, a cidade enviou para a frente uma enorme quantidade de equipamento militar e munição. Portanto, a aviação alemã bombardeou a cidade por 3 anos. Após a dissolução da União Soviética, a cidade foi renomeada para Nijni Novgorod. Na Rússia, a cidade tornou-se um centro político e a capital do Distrito Federal do Volga. Agora a cidade é o centro da tecnologia da informação e desenvolve o turismo.
Em 2021, Nijni Novgorod completa 800 anos desde sua fundação. A restauração do Kremlin, a escadaria Chkalov, a feira e outras atrações estão em andamento na cidade. Todas as estradas principais e casas estão sendo reparadas. Também são realizados festivais e feiras, porém, devido à pandemia de COVID-19, eles só podem ser inscritos por um código QR especial após a vacinação. Alguns shows foram cancelados e museus, teatros e cinemas estão fechados. Existe a ameaça de uma nova quarentena na cidade e o cancelamento de todos os eventos.

## Geografia
Nijny Novgorod está localizada na confluência de duas estradas fluviais principais da parte europeia da Rússia, os rios Volga e Oca. A cidade é dividida pelo Oca em duas partes: a parte alta, a leste, localizada na margem direita do Oca e o rio Volga no extremo noroeste do planalto do Volga, nas montanhas de Dyatlov; e a oeste (ao longo da margem esquerda do Oca e a margem direita do Volga), de baixa altitude. A confluência do Oca é o centro geográfico da Planície europeia oriental.
A área da cidade é de 410,68 km² de acordo com várias fontes, ou 466,5 km² de acordo com outras informações. A cidade se estende ao longo do rio Oca 20 km e ao longo do rio Volga a 30 km. Dentro da cidade há 33 lagos e doze rios.

### Clima
O clima na região é continental, especificamente continental úmido (Dfb), e é semelhante ao clima de Moscou, embora mais frio no inverno, que dura do final de novembro até o final de março com uma cobertura permanente de neve. As temperaturas médias variam de +19 °C em julho a −9 °C em janeiro.
Uma temperatura máxima de +38,2 °C foi registrada durante a onda de calor no Hemisfério Norte em 2010.
| Dados climatológicos para Nijni Novgorod | Dados climatológicos para Nijni Novgorod | Dados climatológicos para Nijni Novgorod | Dados climatológicos para Nijni Novgorod | Dados climatológicos para Nijni Novgorod | Dados climatológicos para Nijni Novgorod | Dados climatológicos para Nijni Novgorod | Dados climatológicos para Nijni Novgorod | Dados climatológicos para Nijni Novgorod | Dados climatológicos para Nijni Novgorod | Dados climatológicos para Nijni Novgorod | Dados climatológicos para Nijni Novgorod | Dados climatológicos para Nijni Novgorod | Dados climatológicos para Nijni Novgorod |
| Mês                                      | Jan                                      | Fev                                      | Mar                                      | Abr                                      | Mai                                      | Jun                                      | Jul                                      | Ago                                      | Set                                      | Out                                      | Nov                                      | Dez                                      | Ano                                      |
| ---------------------------------------- | ---------------------------------------- | ---------------------------------------- | ---------------------------------------- | ---------------------------------------- | ---------------------------------------- | ---------------------------------------- | ---------------------------------------- | ---------------------------------------- | ---------------------------------------- | ---------------------------------------- | ---------------------------------------- | ---------------------------------------- | ---------------------------------------- |
| Temperatura máxima recorde (°C)          | 5,7                                      | 7,0                                      | 17,3                                     | 26,3                                     | 32,5                                     | 36,3                                     | 38,2                                     | 38,0                                     | 31,0                                     | 24,2                                     | 13,8                                     | 8,5                                      | 38,2                                     |
| Temperatura máxima média (°C)            | −5,9                                     | −5,3                                     | 1,2                                      | 10,9                                     | 18,7                                     | 22,6                                     | 24,7                                     | 22,1                                     | 15,6                                     | 8,0                                      | −0,5                                     | −4,7                                     | 8,9                                      |
| Temperatura média (°C)                   | −8,9                                     | −8,7                                     | −2,6                                     | 6,1                                      | 12,9                                     | 17,2                                     | 19,4                                     | 16,9                                     | 11,1                                     | 4,7                                      | −2,8                                     | −7,4                                     | 4,8                                      |
| Temperatura mínima média (°C)            | −11,6                                    | −11,7                                    | −5,8                                     | 2,1                                      | 7,9                                      | 12,6                                     | 14,8                                     | 12,6                                     | 7,6                                      | 2,1                                      | −4,8                                     | −9,9                                     | 1,3                                      |
| Temperatura mínima recorde (°C)          | −41,2                                    | −37,2                                    | −28,3                                    | −19,7                                    | −6,9                                     | −1,8                                     | 4,6                                      | 0,9                                      | −5,5                                     | −16,0                                    | −29,4                                    | −41,4                                    | −41,4                                    |
| Precipitação (mm)                        | 47                                       | 38                                       | 37                                       | 36                                       | 46                                       | 76                                       | 73                                       | 69                                       | 61                                       | 64                                       | 55                                       | 55                                       | 657                                      |
| Dias com precipitação                    | 5                                        | 4                                        | 5                                        | 13                                       | 17                                       | 19                                       | 18                                       | 18                                       | 18                                       | 18                                       | 10                                       | 6                                        | 151                                      |
| Dias com neve                            | 28                                       | 24                                       | 18                                       | 7                                        | 1                                        | 0,1                                      | 0                                        | 0                                        | 1                                        | 8                                        | 20                                       | 26                                       | 133                                      |
| Umidade relativa (%)                     | 86                                       | 81                                       | 74                                       | 64                                       | 60                                       | 69                                       | 70                                       | 74                                       | 79                                       | 82                                       | 87                                       | 86                                       | 76                                       |
| Insolação (h)                            | 43                                       | 79                                       | 145                                      | 196                                      | 275                                      | 287                                      | 280                                      | 238                                      | 152                                      | 81                                       | 38                                       | 25                                       | 1 839                                    |
| Fonte: Pogoda.ru.net                     |                                          |                                          |                                          |                                          |                                          |                                          |                                          |                                          |                                          |                                          |                                          |                                          |                                          |
| Fonte 2: NOAA (sol, 1961–1990)           |                                          |                                          |                                          |                                          |                                          |                                          |                                          |                                          |                                          |                                          |                                          |                                          |                                          |

### Cidades-irmãs
Nijni Novgorod encontra-se geminada com as seguintes cidades:
| - Essen, Alemanha (1991) - Linz, Áustria (1993) - Filadélfia, Estados Unidos (1994) - Jinan, China (1994) - Tampere, Finlândia (1995) - Carcóvia, Ucrânia (2001) | - Matanzas, Cuba (2004) - Suwon, Coreia do Sul (2005) - Novi Sad, Sérvia (2006) - Minsk, Bielorrússia (2007) - Sant Boi de Llobregat, Espanha (2008) |

## Esporte
A cidade de Nijni Novgorod é a sede do Estádio Lokomotiv e do FC Lokomotiv Nijni Novgorod, que participou do Campeonato Russo de Futebol. Outros clube da cidade foram o FC Volga Nijni Novgorod, o FC Spartak Nijni Novgorod e o FC Torpedo NN Nijni Novgorod. Existiu outro clube na cidade, o FC Nijni Novgorod, que posteriormente se fundiu com o FC Volga e mandava seus jogos no Estádio do Norte.
Em 2018, a cidade foi uma das sub-sedes da Copa do Mundo de Futebol, o Estádio de Níjni Novgorod recebeu seis partidas no torneio.

## Galeria

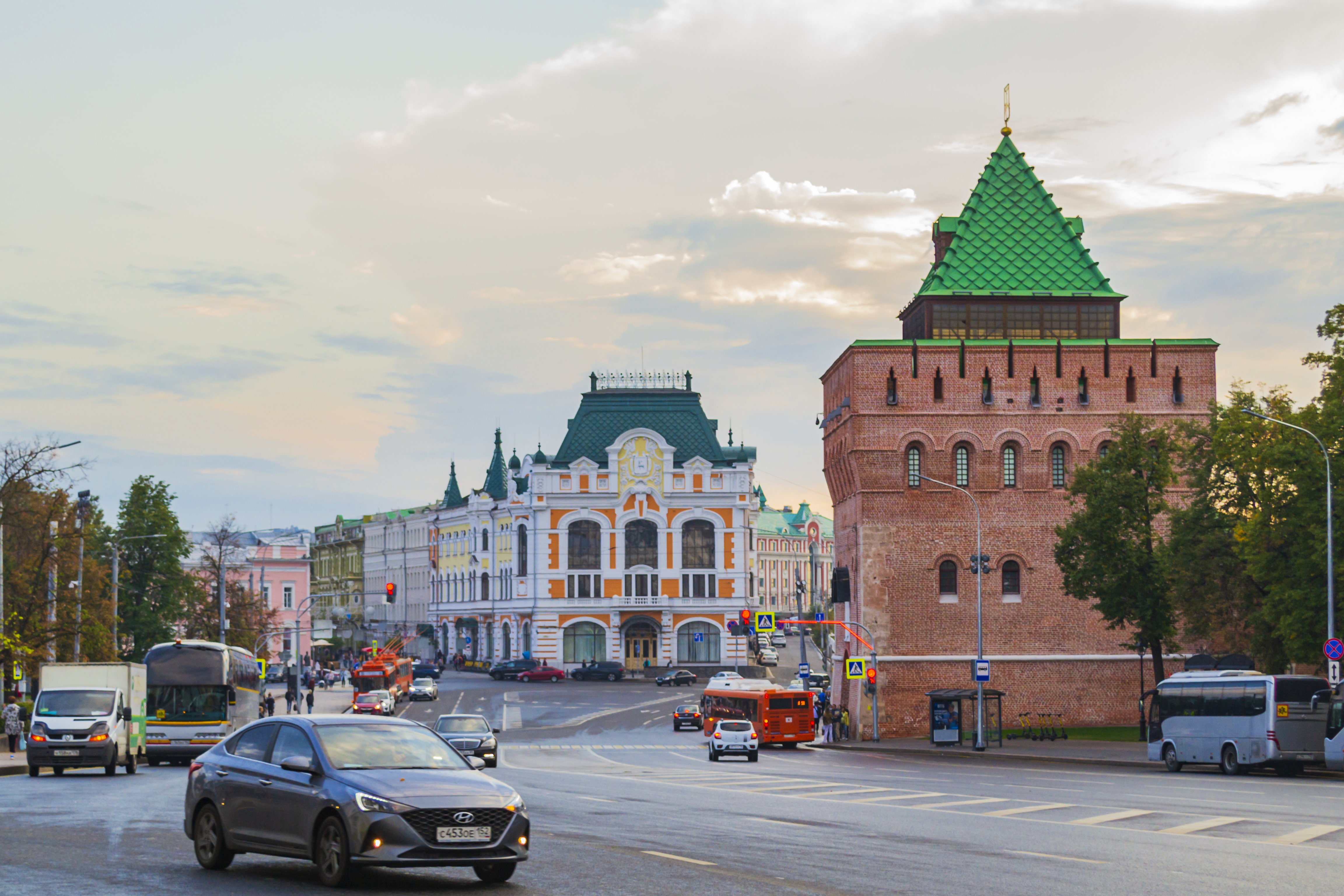
Praça de Minin e Pojarski.
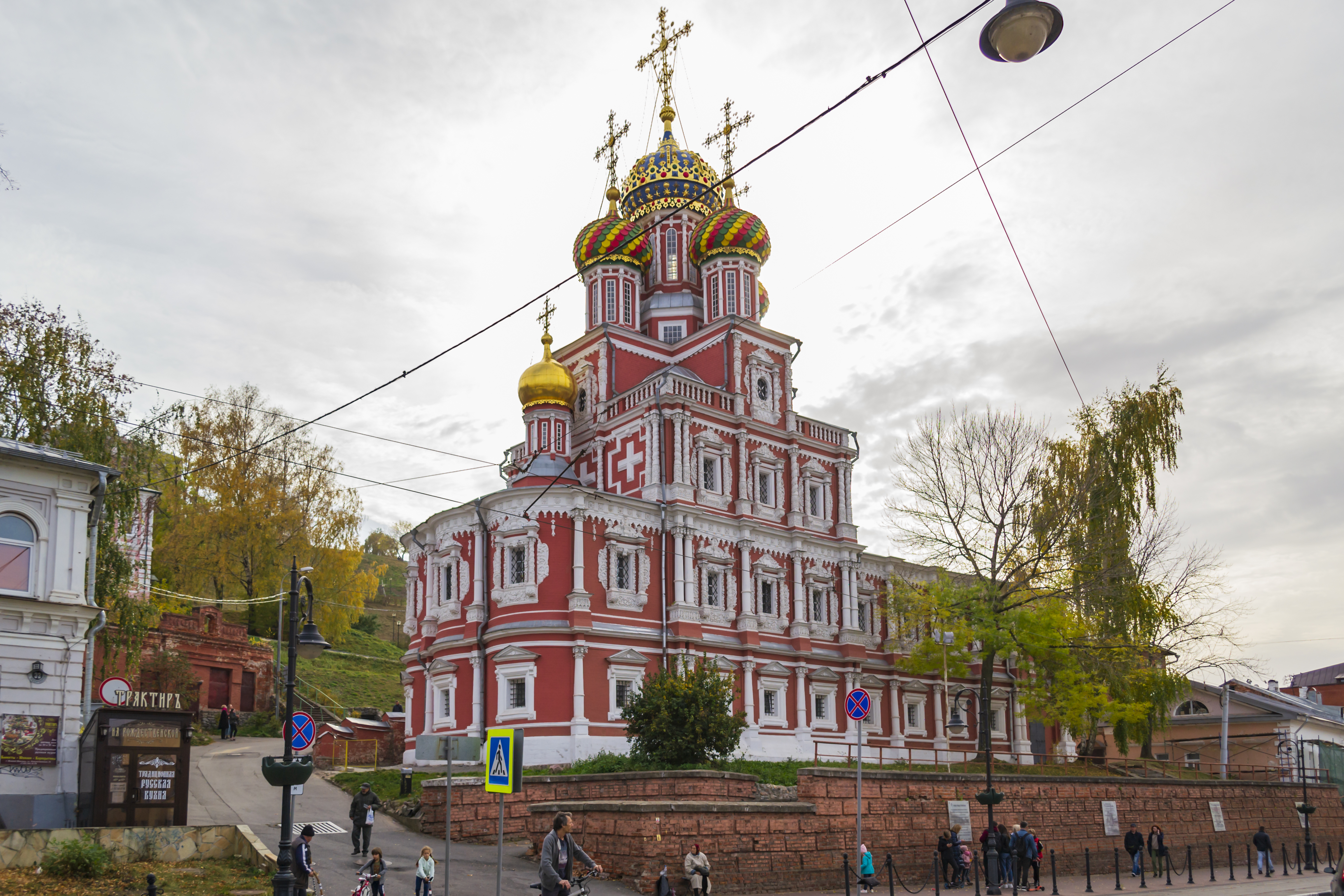
Igreja da Natividade.
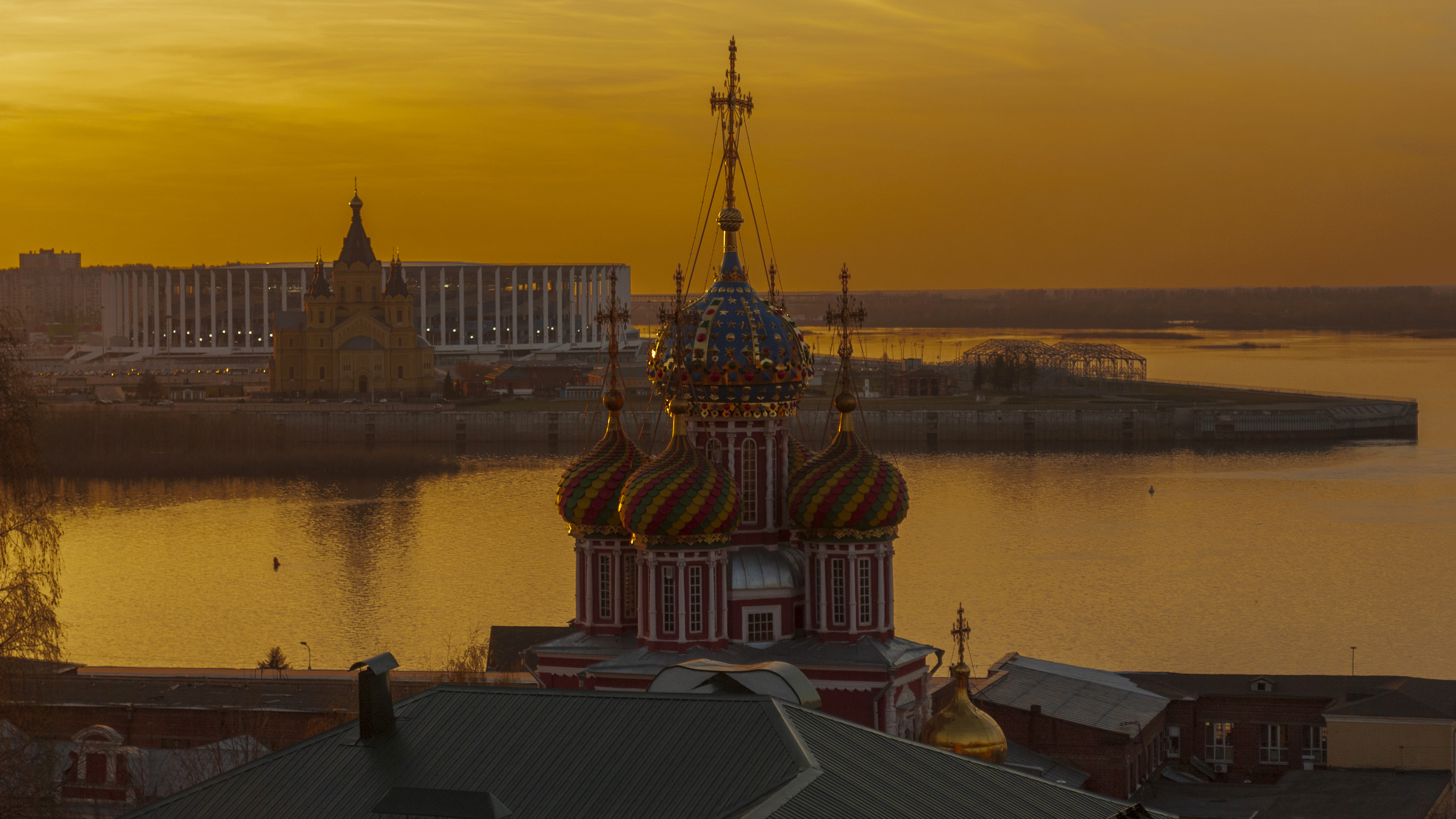
Confluência dos rios Oca e Volga.
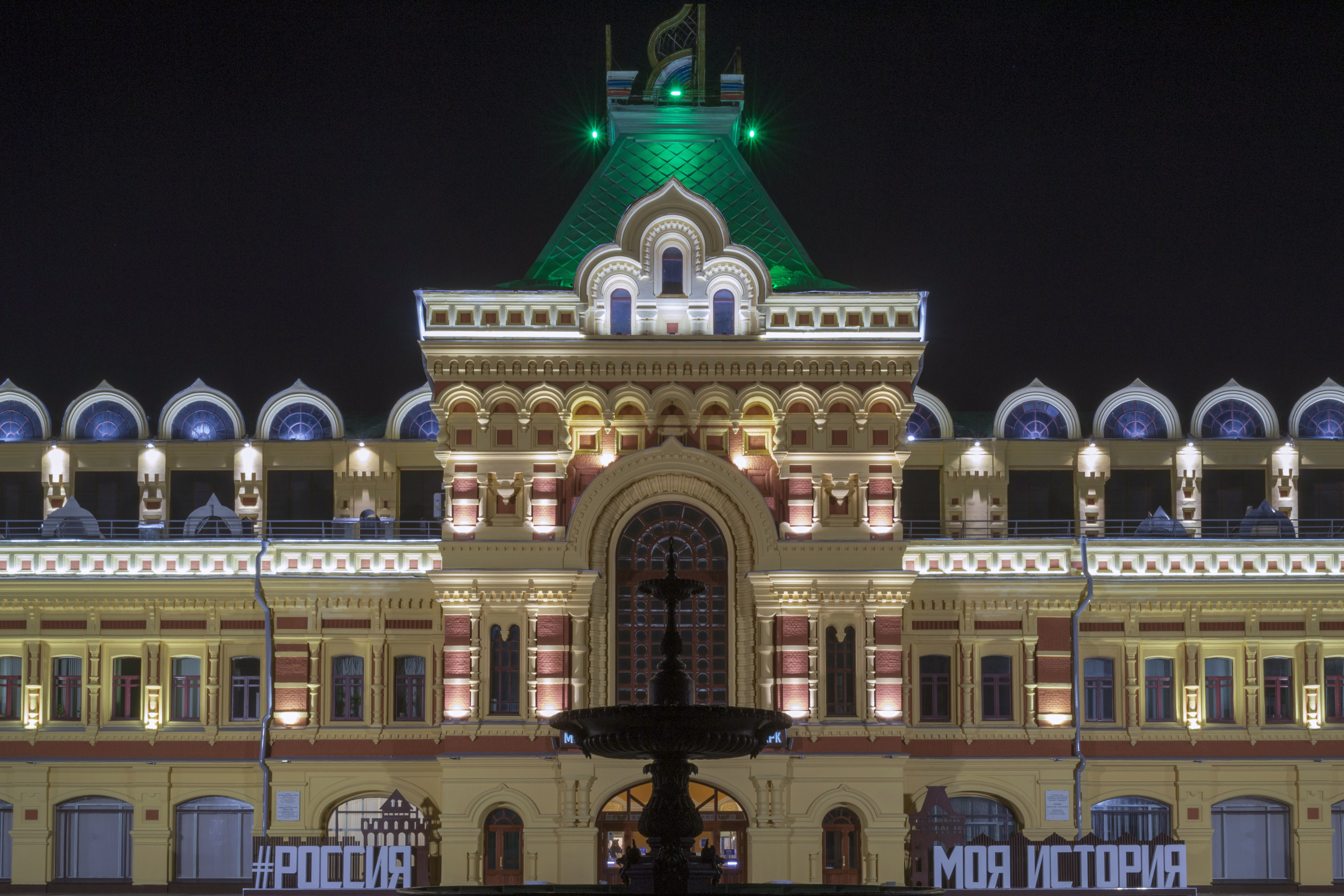
Edifício principal da Feira de Nijni Novgorod.
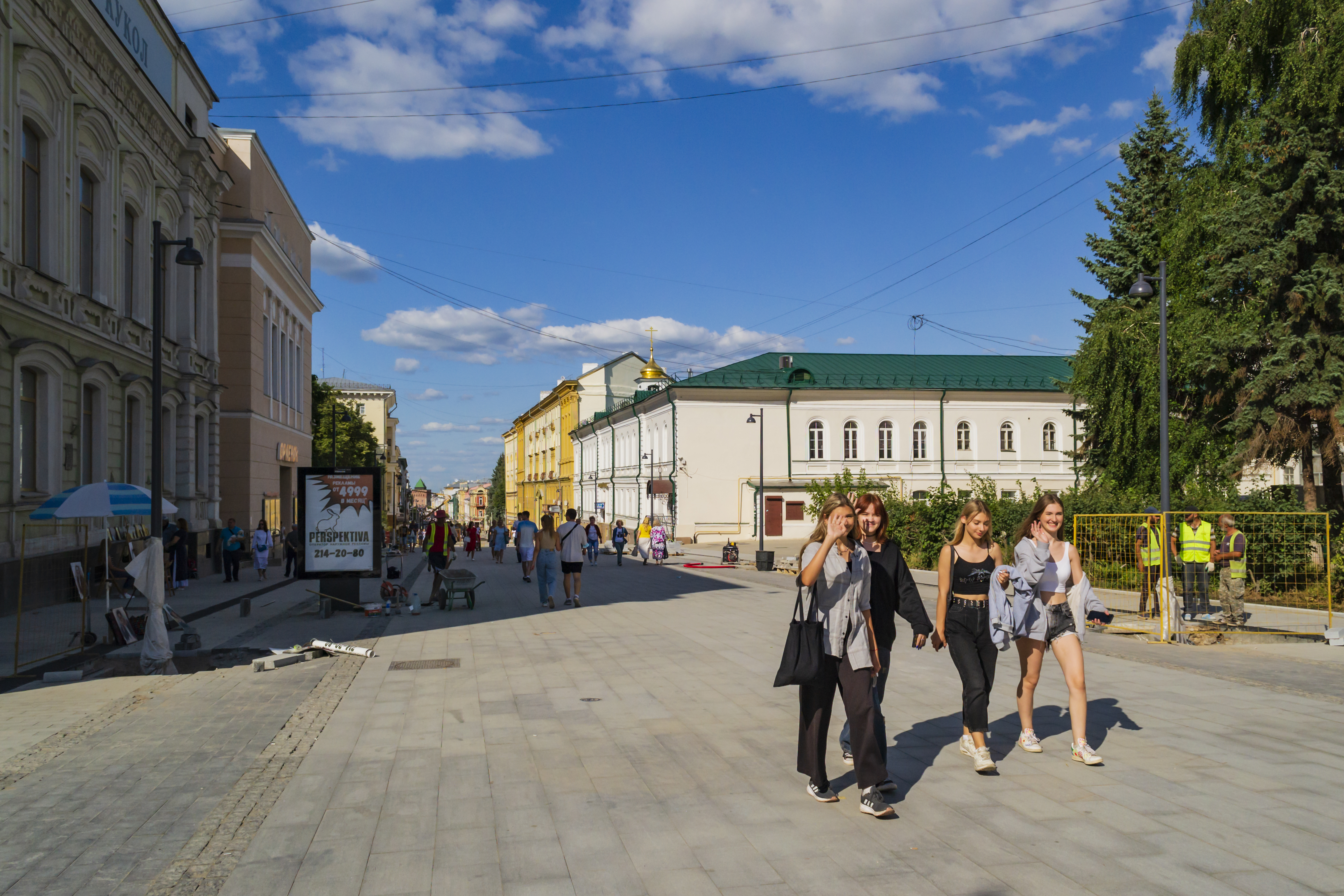
Rua Bolshaya Pokrovskaya.